# 榎本淳一
榎本 淳一（えのもと じゅんいち）は、日本の経営者、投資家、発明家。
神奈川大学理学部情報科学科（後藤英一研究室）卒業後、2003年ドコモエンジニアリングに新卒以来、プログラマ、システムエンジニアとして勤務。しばらくしてドコモiモード部署に出向、2013年ゲオに転職。2018年に独立。銀色有功章受章。

## 来歴
- 2003年株式会社ドコモエンジニアリングに入社
- 株式会社NTTドコモiモード部署に出向
- 2013年株式会社ゲオ・ホールディングスに転職
- ゲオネットワークスCTO就任
- 2017年ゲオインタラクティブ代表取締役就任
- 2018年独立
- 2024年銀色有功章受章

## 人物
学生時代にモバイルアプリケーションを多数開発し専門誌に掲載される。開発したゲームは「iモードSTYLE2002年4月号」にてドラゴンクエストシリーズと並びで紹介される。開発したツールはNECが協賛する「第2回たたかえ！iアプリ」にてギガアプリ賞を受賞しNECのiモード向け公式サイト「みんなNらんど」に掲載される。
ドコモでは人事関連業務システム、支店業務支援システム、基地局建設管理システムなどの開発に携わる。iモードの部署ではiアプリオンラインやiウィジェット、直感ゲーム、クラシックゲームを担当する。ゲオではゲオアプリ、ゲオモバイル、ゲオペイメント（Lueca）の立ち上げなど、ゲオグループ全体のネット戦略に携わる。
2016年国内最高峰のハッカソン、SPAJAMの予選審査員を務める。
2017年沖縄県内のハッカソン、PARADISE JAMの審査員を務める。
複数の技術特許を保有している。接触付与部分の配置をもって情報を伝達する情報伝達システム及び情報伝達方法（特許5713418）接触検出から取得したアドレスを用いた通信の可能な情報通信システム、プログラム及び方法（特許5771761）